# Lyndon Smith (profesor)
Lyndon Neal Smith (n. 26 decembrie 1964, Stroud, Anglia, Regatul Unit) este un savant britanic, profesor de simulare pe computer⁠(d) și viziune artificială la Departamentul de Inginerie Proiecta și Matematică de la Universitatea de Vestul Angliei din Bristol.

## Biografie
S-a născut pe 26 decembrie 1964 în Stroud, Gloucestershire, din fiul lui Lionel Alfred Smith și Dorothy Smith. A studiat la Universitatea Țara Galilor, absolvind în 1986, și la Universitatea Cranfield în 1988. A obtinut un doctorat de la Universitatea de Vestul Angliei în 1997. A făcut o detașare la Universitatea Statul Pennsylvania, care a durat un an. 
Smith lucrează la Universitatea de Vestul Angliei din Bristol.
A dezvoltat o tehnică de simulare a densităților de împachetare a particulelor cu morfologii neregulate.
A contribuit la dezvoltarea tehnologiei de recunoaștere a feței⁠(d) 3D, despre care a spus că este „pe punctul de a deveni cu adevărat mare” în 2017.
Smith a fost implicat în planuri de înlocuire a turnichetelor din Metroul din Londra cu un sistem de recunoaștere facială. El a spus că tehnologia de recunoaștere facială în dezvoltare ar putea înlocui biletele de tren și ar putea avea aplicații în magazine, gări și bănci.

## Publicații
- LN Smith, N. Huang, MF Hansen și ML Smith, „Recunoaștere profundă a feței 3D folosind creșterea datelor 3D și învățare prin transfer”, a 16-a Conferință internațională privind învățarea automată și extragerea datelor MLDM'2020, Amsterdam, Țările de Jos, iulie 2020.
- LN Smith, A. Byrne, MF Hansen, W. Zhang, ML Smith, „Clasificarea buruienilor în pășuni folosind rețele neuronale convoluționale”, Aplicații ale învățare automată, SPIE Optica Fotonica, august 2019.
- Lyndon Neal Smith, Wenhao Zhang, Melvyn L Smith, „Analiză facială 2D și 3D pentru călătoriile fără bilete pe calea ferată”, Conferința: 2IPCV'18: A doua conferință internațională privind procesarea imaginilor, viziunea computerizată și recunoașterea modelelor, Las Vegas, SUA, august 2018.
- LN Smith, W. Zhang, M. Hansen, I. Hales, M. Smith, „Metode inovatoare de viziune automată 3D și 2D pentru analiza plantelor și culturilor în câmp”, Calculatoare în Industrie, volumul 97, paginile 122–131, mai 2018.
- LN Smith, AR Farooq, ML Smith, IE Ivanov, A. Orlando, „Medii 4D realiste și interactive de înaltă rezoluție pentru interacțiunea în timp real între chirurg și pacient” Jurnalul Internațional de Robotică Medicală și Chirurgie Asistată de Calculator, DOI: 10.1002/rcs .1761, 2017.
- LN Smith, ML Smith, ME Fletcher și AJ Henderson, „O metodă de viziune artificială 3D pentru evaluarea non-invazivă a funcției respiratorii”, lucrare invitată pentru Jurnalul Internațional de Robotică Medicală și Chirurgie Asistată de Calculator, Vol. 12: p. 179–188, DOI: 10.1002/rcs.1669, 2016.
- LN Smith, ML Smith, AR Farooq, J. Sun, Y. Ding, R. Warr, „Analiza texturii pielii 3D cu viziune artificială pentru detectarea melanomului”, lucrare invitată publicată într-un jurnal de cercetare internațional, Sensor Review, Vol. 31 Numărul: 2, pp. 111 – 119, 2011. Această lucrare a fost aleasă drept câștigător al premiului Foarte Laudat la Premiile Literati Network pentru Excelență 2012.
- J. Sun, X. Xiaoping, AR Farooq, ML Smith, LN Smith, „O abordare stereo fotometrică pentru măsurarea plăgii cronice”, Revizuirea Senzorului, volumul 35, numărul 4, 2015.
- A. Sohaib, AR Farooq, J. Ahmed, LN Smith, ML Smith „Reconstrucția 3D a suprafețelor concave folosind imagistica de polarizare”, Jurnalul de Optică Modernă, Volumul 62, Numarul 11, 2015, pp 927–932
- K. Abdul Jabbar, Mark F. Hansen, Melvyn L. Smith, Lyndon N. Smith, „Detecția timpurie și non-intruzivă a șchioapei la vacile de lapte folosind video tridimensional” Ingineria Biosistemelor, volumul 153, paginile 63–69, 2017.
- Lyndon Smith, „Analiza texturilor tridimensionale prin utilizarea stereo fotometrică, matrici de co-ocurență și rețele neuronale”, a șaptea Conferință Internațională de Metode Computaționale în Științe și Inginerie (ICCMSE 2009), Ixia, Grecia, septembrie 2009. *Acest lucru a fost publicat în Actele Conferinței Institutului American de Fizică 1504, DOI: http://dx.doi.org/10.1063/1.4772144. *
- Abdul Jabbar, K., Hansen, MF, Smith, M. și Smith, L., „Analiza locomoției cvadrupe folosind video tridimensional”, În: Conferința IEEE ICSAE, Newcastle, Marea Britanie, 20–21 octombrie 2016.
- Abdul Jabbar, K., Hansen, MF, Smith, M. și Smith, L. "Analiza arcului coloanei vertebrale a vacilor de lapte din video tridimensional", În: A opta conferință internațională privind procesarea grafică și a imaginilor (ICGIP 2016), Tokyo, Japonia, 29–31 octombrie 2016.
- MF Hansen, ML Smith, LN Smith, I. Hales și D. Forbes, „Măsurarea automată non-intruzivă a stării corpului vacii de lapte folosind video 3D”, În: Conferința Britanică de Viziune Artificială - Atelier de Viziune Artificială și Comportament Animal, Swansea, Țara Galilor, Regatul Unit, 10 septembrie 2015.

Cărți:
- LN Smith, „Un sistem bazat pe cunoștințe pentru tehnologia metalurgiei pulberilor”, carte publicată de Editura de Inginerie Profesională, ISBN: 1860584020, 2003.
- Lyndon N. Smith, „De ce nu poți prinde o rachetă pe Marte: câteva reflecții personale asupra științei și societății”, ISBN: 979-8566552750, 2020. https://www.amazon.co.uk/gp/product/B08NZHCPXZ?ref_=dbs_m_mng_rwt_calw_tpbk_0&storeType=ebooks
- Lyndon N. Smith, „STAR TREK NAȚIUNE: Viziunea unui englez despre America”, ISBN: 979-8498760865, 2021. https://www.amazon.co.uk/gp/product/B09JJCH2XL?ref_=dbs_m_mng_rwt_calw_tpbk_1&storeType=ebooks